# HMS Warrior (R31)
HMS Warrior (R31) byla lehká letadlová loď Britského královského námořnictva za druhé světové války. Jednalo se o loď třídy Colossus. Loď byla roku 1946 přesunuta do Kanady (HMCS Warrior (CVL-20), kde ale byla ve službě pouze 2 roky a poté byla vrácena zpět do Británie. Tam zůstala ve službě do roku 1958 a potom byla prodána Argentinskému námořnictvu (ARA Independencia (V-1).

## Technické specifikace
Délka lodi dosahovala skoro 212 m a šířka 25 m. Ponor letadlové lodě Warrior byl hluboký 7,1 m a o pohon se staraly čtyři kotle Admiralty a dvě parní turbíny Parsons. Maximální rychlost činila 46 km/h a Warrior při plném naložení mohl vytlačit 18 600 t vody. Posádku tvořilo až 1 300 důstojníků a námořníků.

## Výzbroj
Warrior byla vyzbrojena čtyřmi dvojhlavňovými a dvaceti jednohlavňovými 40mm protiletadlovými kanóny Bofors.

## Galerie

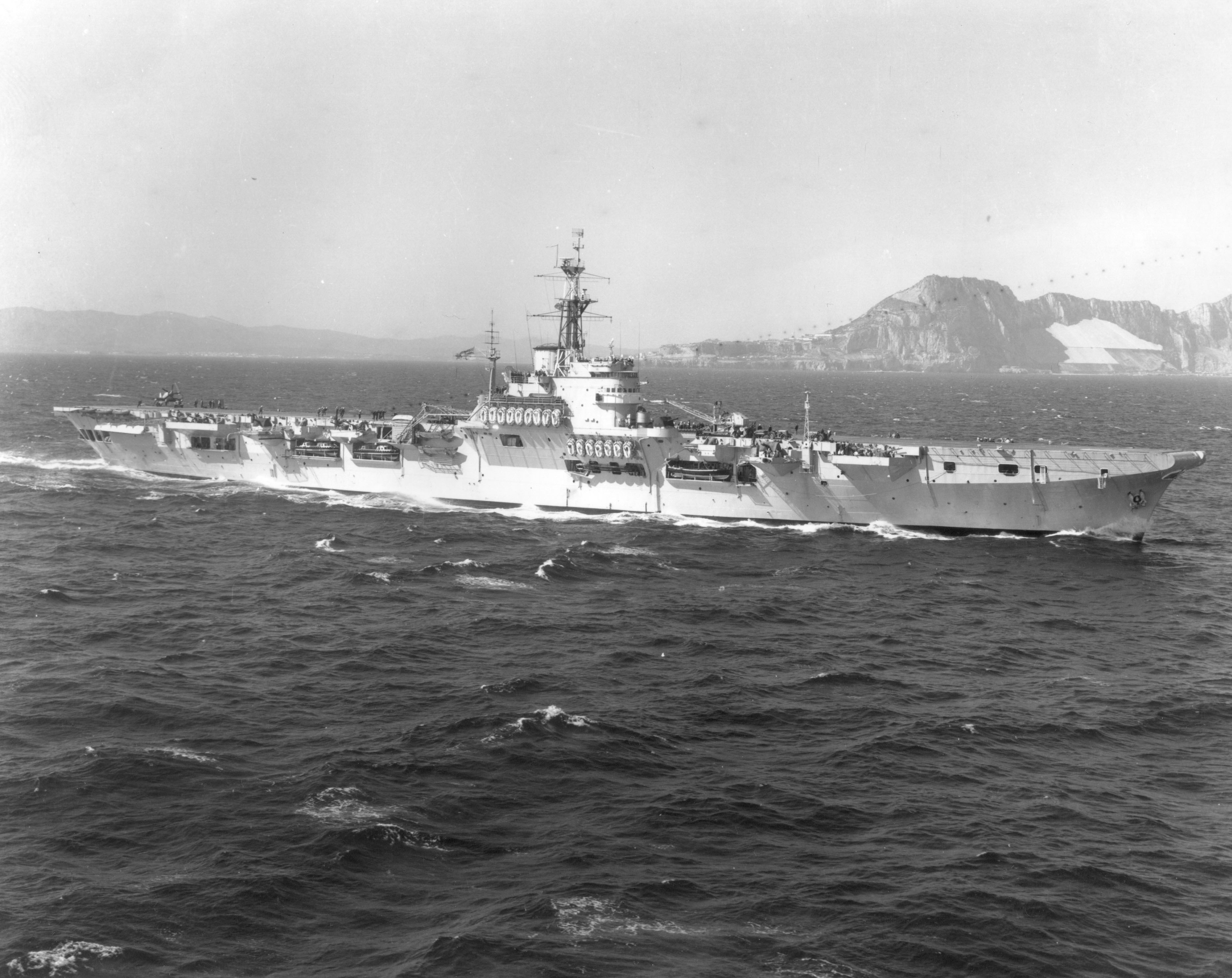
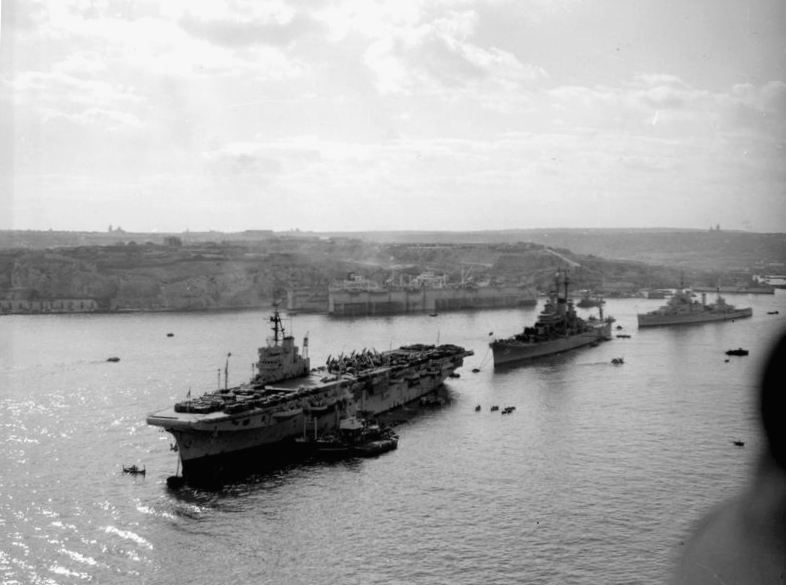
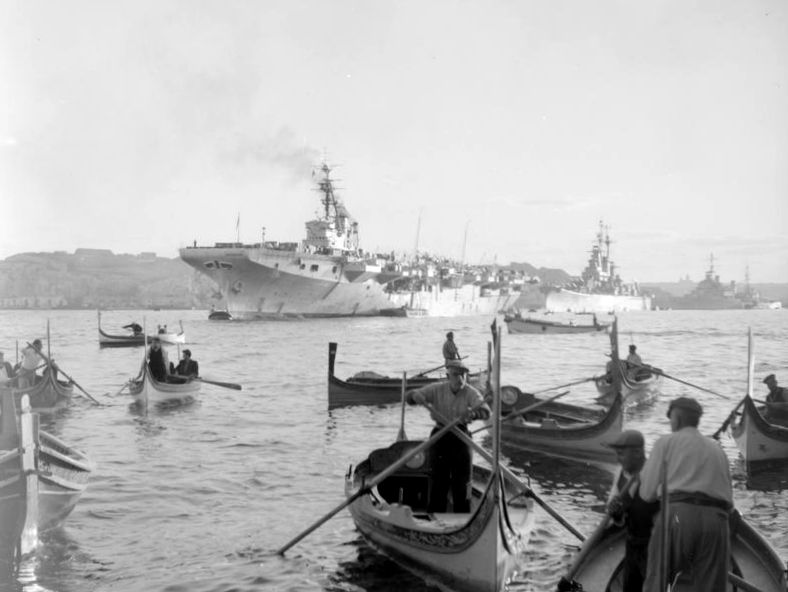
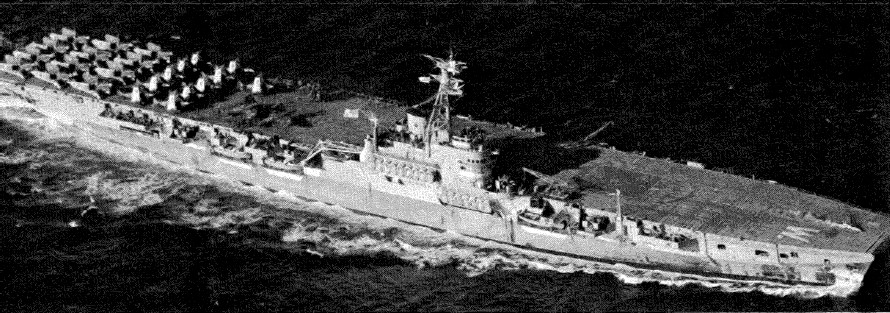
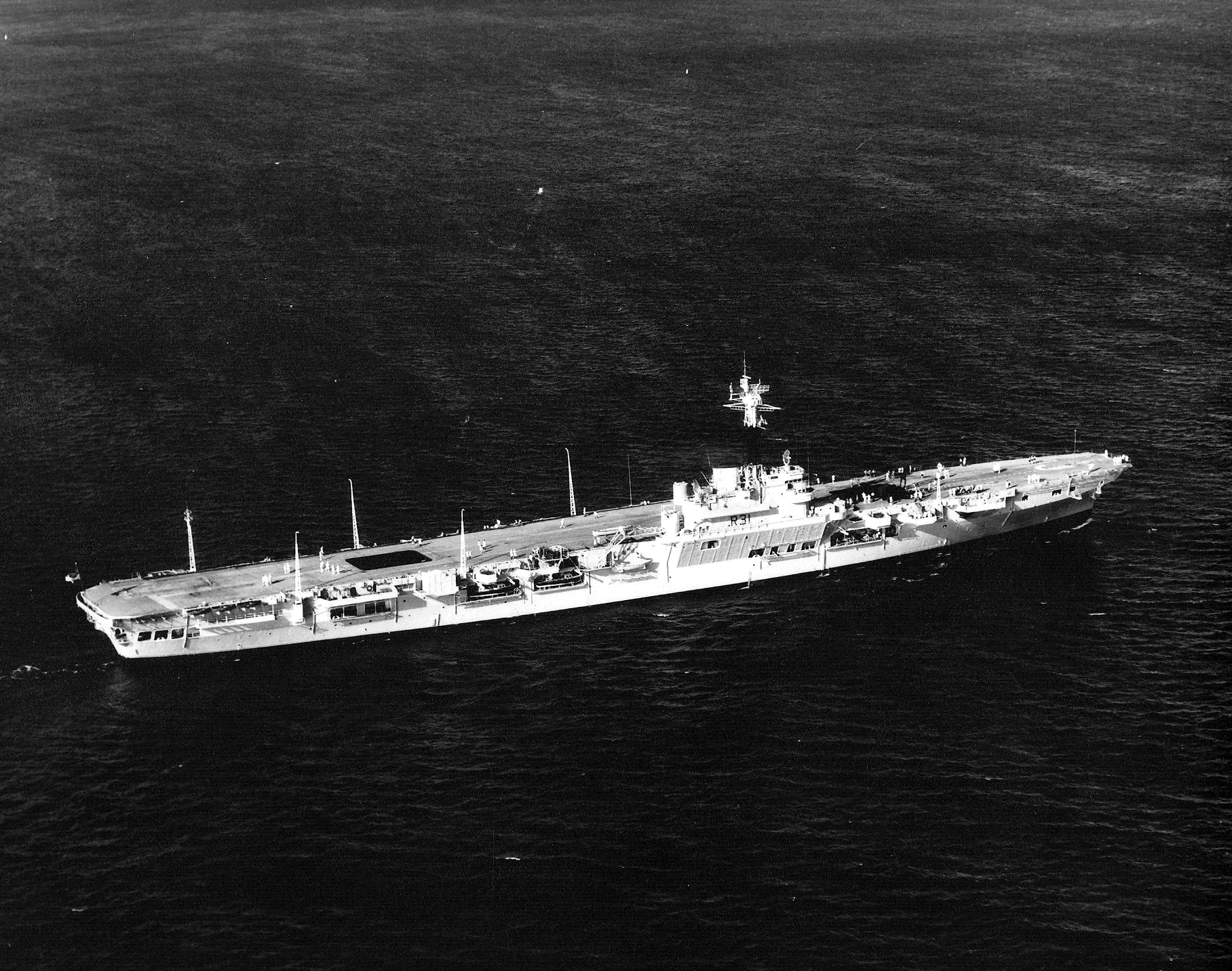
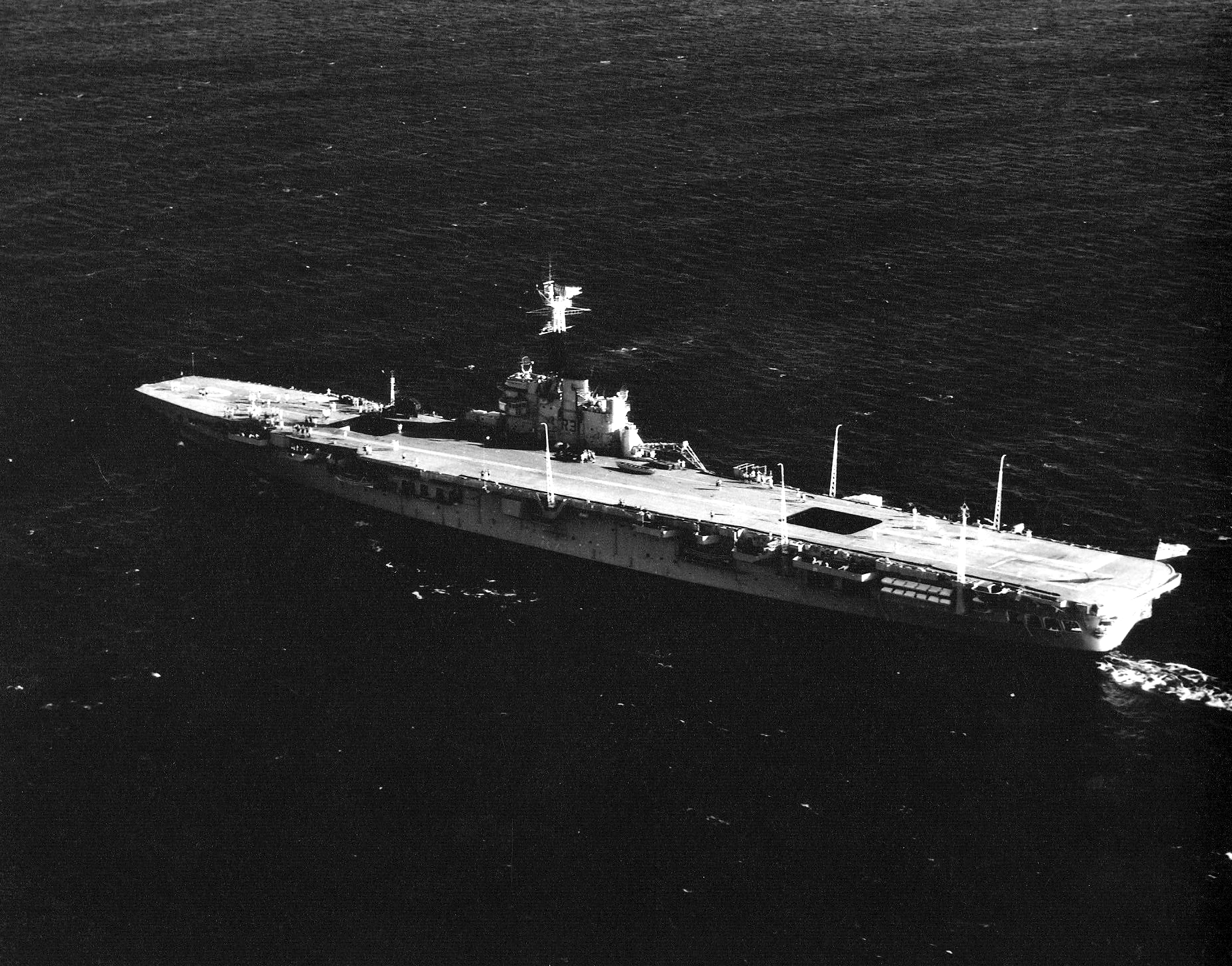